# 産出的構想力
産出的構想力（さんしゅつてきこうそうりょく）とはイマヌエル・カントによって提唱された哲学の概念。
人間の直感は多様な事柄が総合・統一され、感覚的な対象が成立する。
感覚的な多様な物事が纏められる過程は、厳密には思考作用ではない。その時に作用している思考プロセスは、見る事が可能な「家」などといった具体的な像を作るための作用であり、この像は感覚的な表象を纏めたからことによるもので、知的な表象を纏めて現れたのではない。このような具体的な像を作り出すために、働く悟性能力を思考と区別する形で産出的構想力とカントは呼んだ。